# Amatori Ponziana 1946-1947
Questa voce raccoglie le informazioni riguardanti l'Amatori Ponziana nelle competizioni ufficiali della stagione 1946-1947.

## Stagione
L'Amatori Ponziana sorse nell'autunno 1946 da uno scisma interno al Circolo Sportivo Ponziana: in seguito al mancato ripescaggio in Serie B, diversi dirigenti ponzianini erano propensi a iscrivere la società al massimo campionato jugoslavo, mentre altri erano contrari in quanto filoitaliani. Dopo lunghe discussioni si decise di iscrivere il Circolo Sportivo Ponziana al campionato italiano di Serie C mentre sarebbe stata fondata dai dissidenti una nuova società, l'Amatori Ponziana, che avrebbe preso parte al massimo campionato jugoslavo, la Prva Savezna Liga (cioè Prima Lega Federale), finanziata dal governo di Belgrado che mirava ad annettersi Trieste (vedasi questione triestina). Il 1º novembre 1946 Il Corriere dello Sport annunciò:
Il 28 ottobre 1946 il periodico di Lubiana Polet annunciò che l'associazione operaia triestina Ponziana (tržaško delavsko društvo Ponziana) era stata ammessa al massimo campionato jugoslavo in qualità di ospite: il settimanale descrisse il club come antifascista e filoslavo, aggiungendo inoltre che era affiliato all'Unione dei Circoli di Educazione Fisica. Il quotidiano della minoranza slovena a Trieste, il Primorski dnevnik, nell'annunciare la stessa notizia, chiamò il club "Nogometni društvo ljubitelji Ponziane", traduzione di Football Club Amatori Ponziana.
L'Amatori Ponziana debuttò il 1º novembre 1946 pareggiando per 2-2 sul campo del Lokomotiva di Zagabria. Fu costretta a disputare i primi due incontri interni sul campo neutro di Lubiana a causa del divieto di giocare a Trieste da parte dell'AMGOT (Governo Militare Alleato); tale divieto colpì anche la Triestina che inizialmente fu costretta a giocare a Udine i propri incontri interni. Il 12 dicembre 1946 il Corriere dello Sport annunciò che il Governo Militare Alleato aveva autorizzato Triestina e Amatori Ponziana a giocare a Trieste, allo Stadio di Val Maura, dove il 22 dicembre l'Amatori ospitò l'Hajduk di Spalato.
A inizio 1947, tuttavia, la FIGC intimò ai giocatori già tesserati per la federata C.S. Ponziana, ma che risultavano tesserati anche per la jugoslava Amatori Ponziana, di rientrare alla società di origine entro il 31 marzo, pena la squalifica che sarebbe stata comminata dalla FIFA. Il consigliere della FIGC Ferluga precisò che i giocatori dell'Amatori Ponziana già tesserati per la FIGC non erano in regola perché erano passati a militare nel campionato jugoslavo a stagione in corso, in violazione del regolamento internazionale. Nel giugno 1947 il Consiglio Federale della FIGC deliberò di squalificare fino al 31 dicembre 1947 tutti i calciatori tesserati per la C.S. Ponziana che avessero preso parte al campionato jugoslavo, con riserva di denuncia alla FIFA affinché ratificasse il provvedimento. Nel luglio 1947 la Lega Interregionale Nord comunicò i nominativi dei giocatori squalificati in questione: Alessandro Furlan, Pietro Corbatto, Enzo Giannini, Tullio Tramarin, Radames Tommasini, Ferruccio Maluta, Bruno Carlin, Marino Covacich e Silvio Benvenuti. Il 22 agosto 1947 il Consiglio della FIGC confermò la squalifica dei giocatori della Ponziana rei di aver preso parte a partite di un campionato estero.
Le partite dell'Amatori Ponziana erano seguite con discreto interesse dai periodici triestini filojugoslavi come Il Lavoratore (organo del partito comunista) e Primorski dnevnik (il giornale della minoranza slovena a Trieste), mentre erano ignorate dai periodici filoitaliani (come Il Piccolo). La squadra chiuse il campionato in quartultima posizione, a pari punti con la quintultima classificata ma con un peggior quoziente reti. A causa della riduzione dei quadri da 14 a 10 partecipanti avrebbe dovuto retrocedere o quantomeno disputare i playout: la federazione jugoslava, invece, decise per ragioni politiche (la cosiddetta questione triestina) di ammettere l'Amatori Ponziana al massimo campionato successivo, indipendentemente dalla posizione in classifica. Per tutta risposta la FIGC decise, alcune settimane dopo, di applicare la stessa misura di ripescaggio alla Triestina, onde evitare che, con la società alabardata in Serie B, le partite dell'Amatori Ponziana divenissero le più importanti di Trieste:
(Interrogazione parlamentare con cui fu richiesto il ripescaggio della Triestina in Serie A)

## Rosa
| N. |                   | Ruolo | Calciatore          |
| -- | ----------------- | ----- | ------------------- |
|    | Italia (bandiera) | P     | Roberto Parola      |
|    | Italia (bandiera) | P     | Alessandro Furlan   |
|    | Italia (bandiera) |       | Bruno Carlin        |
|    | Italia (bandiera) |       | Tullio Tramarin     |
|    | Italia (bandiera) | C     | Euro Giannini       |
|    | Italia (bandiera) |       | Pietro Corbatto (I) |
|    | Italia (bandiera) |       | Carlo Corbatto (II) |
|    | Italia (bandiera) |       | Cesare Caprioni     |
|    | Italia (bandiera) |       | Albino Giorda       |

| N. |                   | Ruolo | Calciatore        |
| -- | ----------------- | ----- | ----------------- |
|    | Italia (bandiera) | C     | Ettore Valcareggi |
|    | Italia (bandiera) |       | Radames Tommasini |
|    | Italia (bandiera) |       | Paolo Stivoli     |
|    | Italia (bandiera) | A     | Carlo Maluta      |
|    | Italia (bandiera) |       | Livio Benvenuti   |
|    | Italia (bandiera) |       | Marino Covacic    |
|    | Italia (bandiera) |       | Rolando Padovan   |
|    | Italia (bandiera) |       | Bruno Esca        |

## Risultati

### Prva Liga

#### Girone di andata
| Zagabria 1 novembre 1946 1ª giornata | Lokomotiva Zagabria | 2 – 2 | Ponziana |  |

| Belgrado 3 novembre 1946 2ª giornata | Stella Rossa | 5 – 0 referto | Ponziana |  |

| Arbitro: | Macoratti (Lubiana) |

|  |           |                           |
|  | Marcatori | 20’ Božovič 40’, ?’ Mugoš |

| Sarajevo 24 novembre 1946 4ª giornata | Željezničar | 0 – 1 | Ponziana |  |

| Arbitro: | Jovanovič (Niš) |

|                                  |           |         |
| Georgijevski II ?’, ?’ Hristovsk | Marcatori | Padovan |

| Belgrado 5 dicembre 1946 6ª giornata | Metalac Belgrado | 3 – 1 | Ponziana |  |

| Subotica 8 dicembre 1946 7ª giornata | Spartak Subotica | 1 – 0 | Ponziana |  |

| Lubiana 15 dicembre 1946 8ª giornata                   | Ponziana  | 0 – 2 referto        | Partizan |  |
| \| \| \| \| \| \| Marcatori \| 15’ Rupnik 35’ Palfi \| |           |                      |          |  |
|                                                        |           |                      |          |  |
|                                                        | Marcatori | 15’ Rupnik 35’ Palfi |          |  |

| Arbitro: | Marek (Zagabria) |

|            |           |  |
| Stivoli 3’ | Marcatori |  |

| Trieste 29 dicembre 1946 10ª giornata                                                 | Ponziana  | 5 – 1 referto | 14 Oktobar Niš | Stadio Comunale |
| \| \| \| \| \| Maluta 10’, 72’ Tomasini 23’, 52’, 82’ \| Marcatori \| 55’ Petrovič \| |           |               |                |                 |
|                                                                                       |           |               |                |                 |
| Maluta 10’, 72’ Tomasini 23’, 52’, 82’                                                | Marcatori | 55’ Petrovič  |                |                 |

| Arbitro: | Erlik (Lubiana) |

|                                   |           |  |
| Covacic 22’ Maluta 27’ Carlin 38’ | Marcatori |  |

| Arbitro: | Erlich (Lubiana) |

|  |           |                                               |
|  | Marcatori | 20’ Struger 26’ Wolf 67’ Beda 71’ Craikonschi |

| Arbitro: | Epper (Zagabria) |

|                                        |           |  |
| Petronio 18’ Flaibani 22’ Lucchesi 80’ | Marcatori |  |

#### Girone di ritorno
| Lendava 2 marzo 1947 14ª giornata | Nafta | 0 – 3 A tav. | Ponziana |  |

| Arbitro: | Vizovic (Zagabria) |

|             |           |                             |
| Stivoli 60’ | Marcatori | 11’ Cajkoski 12’ Simonovski |

| Arbitro: | Podubski (Zagabria) |

|  |           |              |
|  | Marcatori | 74’ Jezerkic |

| Arbitro: | Mrnčič (Ragusa) |

|                         |           |              |
| Pajevič 24’ Božovič 43’ | Marcatori | 4’ Tommasini |

| Arbitro: | Marek (Zagabria) |

|                         |           |                   |
| Matošič 15’, ?’ Lokošek | Marcatori | Benvenuti Stivoli |

| Arbitro: | Mlinarič (Zagabria) |

|             |           |  |
| Covacic 85’ | Marcatori |  |

| Niš 20 aprile 1947 20ª giornata | 14 Oktobar Niš | 2 – 2 | Ponziana |  |

| Arbitro: | Milessa (Fiume) |

|  |           |                                      |
|  | Marcatori | 71’, 86’ Igman 79’ Posepin 83’ Krnic |

| Arbitro: | Petrich (Fiume) |

|               |           |                            |
| Tommasini 38’ | Marcatori | 55’ Jakovekovic 63’ Prcich |

| Arbitro: | Padjan (Sussak) |

|                          |           |              |
| Carlin 58’ Tommasini 75’ | Marcatori | 86’ Medarich |

| Zagabria 11 giugno 1947 24ª giornata | Dinamo Zagabria | 5 – 2 | Ponziana |  |

| Arbitro: | Lamersich (Spalato) |

|                                      |           |  |
| Stivoli 70’ Tommasini 76’ Maluta 87’ | Marcatori |  |

| Arbitro: | Milessa (Fiume) |

|                             |           |               |
| Stivoli 73’, 81’ Carlin 79’ | Marcatori | 66’ Kristucki |

## Statistiche

### Statistiche di squadra
| Competizione | Punti | In casa | In casa | In casa | In casa | In casa | In casa | In trasferta | In trasferta | In trasferta | In trasferta | In trasferta | In trasferta | Totale | Totale | Totale | Totale | Totale | Totale | DR  |
| Competizione | Punti | G       | V       | N       | P       | Gf      | Gs      | G            | V            | N            | P            | Gf           | Gs           | G      | V      | N      | P      | Gf     | Gs     | DR  |
| ------------ | ----- | ------- | ------- | ------- | ------- | ------- | ------- | ------------ | ------------ | ------------ | ------------ | ------------ | ------------ | ------ | ------ | ------ | ------ | ------ | ------ | --- |
| Prva Liga    | 20    | 13      | 7       | 0       | 6       | 19      | 19      | 13           | 2            | 2            | 9            | 16           | 31           | 26     | 9      | 2      | 15     | 35     | 50     | -15 |

### Statistiche dei giocatori
| Giocatore        | Prva Liga | Prva Liga |
| Giocatore        | Presenze  | Reti      |
| ---------------- | --------- | --------- |
| L. Benvenuti     | 17        | 1         |
| C. Caprioni      | 17        | 0         |
| B. Carlin        | 25        | 3         |
| P. Corbatto (I)  | 22        | 0         |
| C. Corbatto (II) | 15        | 0         |
| M. Covacic       | 15        | 1         |
| B. Esca          | 2         | 0         |
| A. Furlan        | 8         | -14       |
| E. Giannini      | 25        | 0         |
| A. Giorda        | 7         | 0         |
| C. Maluta        | 19        | 6         |
| R. Padovan       | 8         | 3         |
| R. Parola        | 17        | -36       |
| P. Stivoli       | 23        | 6         |
| R. Tommasini     | 25        | 11        |
| T. Tramarin      | 25        | 0         |
| E. Valcareggi    | 5         | 0         |